# Импундулу
Импундулу (от языка коса «impudulu» — буквально «громовая птица») — южноафриканская мифологическая электрическая птица с очень большими крыльями, с кончиков которых гремят молнии. Перья птицы совершенно белые и контрастируют, однако в других легендах говорится что Импундулу имеет все цвета радуги. На лапах большие и сильные когти, клюв кровавого цвета.

## В культуре
Ведьмы и колдуны держат этих птиц в качестве слуг или помощников и посылают их на борьбу со своими врагами. Птиц, доказавших свою верность, ведьмы передают по наследству друг другу. Импундулу являются также распространителями болезней и инфекций.
У некоторых местных лекарей имеется специальный волшебный крем, приготовленный из жира импундулу. На того, кто намажется этим кремом, существо не нападет. Жители Южной Африки верят, что кровоизлияния и выкидыши у женщин происходят в результате колдовства импундулу.

## Пища
Импундулу питается человеческой кровью, удерживая жертву своими ужасающими когтями. Она почти постоянно испытывает нестерпимую жажду. Если птицы видят кровь, они приходят в бешенство и нападают на любого человека, оказавшегося поблизости. Молодые женщины — излюбленная добыча импундулу. Чтобы достичь своей цели, птица превращается в привлекательного юношу, который втирается в доверие к девушке, и она становится его легкой добычей. Если импундулу посчастливится, женщина станет его рабыней или даже превратится в ведьму. Импундулу, замаскированного в мужчину, может распознать наделенный особым даром человек — «ведьмин нюхач», который по запаху чувствует ведьму или ее прислужника, какой бы облик они ни приняли..